# پرنتیس هنکاک
پرنتیس هنکاک (انگلیسی: Prentis Hancock؛ زادهٔ ۱۴ مهٔ ۱۹۴۲) یک هنرپیشه اهل بریتانیا است.
از فیلم‌ها یا برنامه‌های تلویزیونی که وی در آن نقش داشته است، می‌توان به فضا: ۱۹۹۹، رایلی، تک‌خال جاسوس‌ها و سی و نه پله اشاره کرد.